# محمدمهدی خزائی
محمدمهدی خزائی (زادهٔ ۱۳۲۴ در سرخس) نمایندهٔ حوزهٔ انتخابیهٔ فریمان در دورهٔ پنجم مجلس شورای اسلامی بوده‌است. وی پیش‌تر در دورهٔ چهارم نیز عضو این مجلس بود.